# Raiffeisenbank Frankenhardt-Stimpfach
Die Raiffeisenbank Frankenhardt-Stimpfach eG ist eine Genossenschaftsbank mit dem Sitz in der baden-württembergischen Gemeinde Stimpfach im Landkreis Schwäbisch Hall.

## Geschichte
Die heutige Raiffeisenbank Frankenhardt-Stimpfach eG Bank wurde 1889 als Darlehenskassen-Verein Gründelhardt in Gründelhardt von 50 Mitgliedern gegründet. Im Jahr 1980 erfolgte die Fusion der Genossenschaftsbank Gründelhardt eG mit der Raiffeisenbank Oberspeltach mit dem Sitz in Oberspeltach eG zur Raiffeisenbank Gründelhardt-Oberspeltach eG.
Die Raiffeisenbank Stimpfach eG wurde 1892 in Stimpfach gegründet und fusionierte als Raiffeisenbank Stimpfach eGmbH zuerst im Jahr 1973 mit der Spar- und Darlehnskasse Rechenberg eGmbH mit dem Sitz in Rechenberg und anschließend im Jahr 1976 mit der Spar- und Darlehnskasse Weipertshofen eG mit dem Sitz in Weipertshofen.
Die Genossenschaftsbank Honhardt eG wurde im Jahre 1892 als Darlehenskassen-Verein Honhardt in Honhardt gegründet.
1991 fusionierten die Raiffeisenbank Gründelhardt-Oberspeltach eG und die Raiffeisenbank Stimpfach eG zur Raiffeisenbank Frankenhardt-Stimpfach eG. Im Jahr 2000 erfolgte abschließend die Fusion mit der Genossenschaftsbank Honhardt eG.

## Rechtsverhältnisse
Die Raiffeisenbank Frankenhardt-Stimpfach eG ist im Genossenschaftsregister beim Amtsgericht Ulm unter GnR 670014 eingetragen.

## Organisationsstruktur
Rechtsgrundlagen sind das Genossenschaftsgesetz und die durch die Generalversammlung beschlossene Satzung. Organe der Bank sind der Vorstand, der Aufsichtsrat und die Generalversammlung.

## Sicherungseinrichtung
Die Raiffeisenbank Frankenhardt-Stimpfach eG ist der amtlich anerkannten Sicherungseinrichtung des Bundesverbandes der Deutschen Volksbanken und Raiffeisenbanken GmbH und der zusätzlichen freiwilligen Sicherungseinrichtung des Bundesverbandes der Deutschen Volksbanken und Raiffeisenbanken e.V. angeschlossen. 

## Geschäftsausrichtung
Die Raiffeisenbank Frankenhardt-Stimpfach eG betreibt das Universalbankgeschäft. Im Verbundgeschäft arbeitet sie mit der DZ Bank, R+V Versicherung, Bausparkasse Schwäbisch Hall, Teambank, VR Smart Finanz, DZ Privatbank, easyCredit, Münchener Hypothekenbank, DZ Hyp und der Union Investment zusammen. Die Raiffeisenbank Frankenhardt-Stimpfach eG gehört der genossenschaftlichen FinanzGruppe Volksbanken Raiffeisenbanken an.

## Geschäftsgebiet
Das Geschäftsgebiet liegt im Südosten des Landkreises Schwäbisch Hall. Das Geschäftsgebiet umfasst die politischen Gemeinden Frankenhardt und Stimpfach. 
An diesen Orten betreibt die Bank Filialen:
- Stimpfach (Hauptstelle, jur. Sitz)
- Gründelhardt (Geschäftsstelle)
- Honhardt (Geschäftsstelle)

Am 31. Dezember 2019 wurde die Zweigstelle Oberspeltach geschlossen und zum 30. November 2022 die Zweigstelle Weipertshofen.